# Francesca Archibugi
Francesca Archibugi (Roma, 16 de maig de 1960) és una directora i guionista italiana.

## Biografia
Nascuda i criada a Roma en una família intel·lectual (el seu germà major és el teòric polític i econòmic Daniele Archibugi), va començar a estudiar actuació amb Alessandro Fersen i es va graduar en Direcció de Cinema en el Centro Sperimentale di Cinematografía a Roma.
De 1980 a 1983 va dirigir curtmetratges com "La piccola avventura" (1981), sobre nens discapacitats, i va actuar a "La caduta degli angeli ribelli" (1981), dirigida per Marco Tullio Giordana i protagonitzada per Alida Valli. Va filmar el curtmetratge "Un sogno truffato" en 1984 amb el duo Lualdi-Interlenghi i va interpretar a la dona intel·lectual neuròtica en la pel·lícula de Giuseppe Bertolucci "Segreti segreti" (1986), novament protagonitzada per Alida Valli, i amb Rossana Podestà, Lea Massari, Lina Sastri i Stefania Sandrelli. El 1987, escriu el guió de L'estate sta finendo.
El seu debut com a directora va arribar amb el llargmetratge Mignon è partita el 1988, un amarg retrat familiar que examina les primeres experiències i decepcions de l'amor adolescent. La pel·lícula va guanyar 5 premis David di Donatello: Millor nou director, Millor actriu (Stefania Sandrelli), Millor actor de repartiment (Massimo Dapporto), Millor guió i Millor so. Durant la filmació, es va enamorar del compositor Battista Lena, que va escriure la partitura de la seva pel·lícula.
La seva segona pel·lícula Verso sera (1990), protagonitzada per Marcello Mastroianni i Sandrine Bonnaire,va ser un èxit. Va ser nomenada Millor Pel·lícula de l'any als David di Donatello. La pel·lícula va entrar en el 17è Festival Internacional de Cinema de Moscou.
La seva tercera pel·lícula, Il grande cocomero (1993), protagonitzada per Sergio Castellitto i Anna Galiena, va guanyar dos David di Donatello, a lar Millor Pel·lícula i Millor Guió, i va ser un altre èxit. També es va projectar en la secció Un Certain Regard al 46è Festival Internacional de Cinema de Canes.
El 1994 va dirigir Con gli occhi chiusi, basada en la novel·la de Federico Tozzi, protagonitzada per Laura Betti, Stefania Sandrelli, Sergio Castellitto i Debora Caprioglio. Després va dirigir La strana storia della banda sonora (1997) i L'albero delle pere (1998).
Ornella Muti va protagonitzar Domani el (2001), una pel·lícula sobre el terratrèmol d'Umbria i Marche el 1997. Va col·laborar a  Pier Paolo Pasolini e la ragione di un sogno  (2001) i amb Giovanna Mezzogiorno i Roberto Citran a Lezioni di volo (2005).

## Filmografia

### Directora
Cinema
- Mignon è partita (1988)
- Verso sera (1990)
- Il grande cocomero (1993)
- Con gli occhi chiusi (1994)
- L'unico paese al mondo (1994)
- L'albero delle pere (1998)
- Domani (2001)
- Lezioni di volo (2007)
- Questione di cuore (2009)
- Giulia ha picchiato Filippo - curtmetratge (2012)
- È stata lei - curtmetratge (2013)
- Il nome del figlio (2015)
- Gli sdraiati (2017)
- Vivere (2019)
- Il colibrì (2022)

Televisió
- Ritratti d'autore – sèrie de televisió, episodis 2x4 (1996)
- La strana storia di Banda Sonora (1997)
- Gabbiani. Studio su 'Il gabbiano' di Anton Cechov (2004)
- Renzo e Lucia (2004)
- Parole povere (2013)
- Romanzo famigliare (2018)
- La Storia (2023)

### Guionista
Cinema
- Siccità, de Paolo Virzì (2022)

Televisió
- La Storia (2023)

## Premis i reconeixements
Ciak d'oro
- 1989 - Millor opera prima per Mignon è partita[5]
- 1989 - Millor guió per Mignon è partita[5]
- 1993 - Candidatura a millor guió per Il grande cocomero
- 2009 - Candidatura a millor guió per Questione di cuore
- 2015 - Candidatura a millor guió per Il nome del figlio
- 2017 - Candidatura a millor guió per La pazza gioia

David di Donatello
- 1989 – Millor director novell i millor guió per Mignon è partita
- 1991 – Millor pel·lícula per Verso sera
- 1991 - Candidatura a millor director per Verso sera
- 1993 - Millor film i millor guió per Il grande cocomero
- 1993 - Candidatura a millor director per Il grande cocomero
- 2017 - Candidatura a millor guió original per La pazza gioia
- 2019 - Candidatura a millor guió adaptat per Ella & John - The Leisure Seeker
- 2023 - Candidatura al millor guió adaptat per Il colibrì
- 2023 - Candidatura al David Giovani per Il colibrì

Nastro d'argento
- 1989 - Millor director novell per Mignon è partita[6]
- 1991 - Candidatura a millor argument per Verso sera
- 1992 - Candidatura a millor argument per Cattiva
- 1994 - Candidatura a millor director per Il grande cocomero
- 1994 - Millor argument i millor guió per Il grande cocomero[7]
- 1995 - Candidatura a millor director per Con gli occhi chiusi
- 1999 - Candidatura a millor argument per L'albero delle pere
- 2001 - Candidatura a millor guió per Domani
- 2009 - Candidatura a millor guió i director per Questione di cuore
- 2015 - Candidatura a millor guió i millor comèdia per Il nome del figlio
- 2016 - Millor guió per La pazza gioia[8]

Globo d'oro
- 2017 - Millor guió per La pazza gioia[9]

Festival Internacional de Cinema de Sant Sebastià
- 1988 - Millor director novell per Mignon è partita[10]

Festival Internacional de Cinema de Bari
- 2017 - Premi Luciano Vincenzoni al millor guió

XIV edició de la Mostra de València
- 1988 Palmera d'Or i menció a la millor interpretació masculina per Il grande cocomero[11]

XXX edició de la Mostra de València
- 2009 Premi Pierre Kast al millor guió i a la millor interpretació masculina per Questione di cuore.[12]